# Nicole Schaeren-Wiemers

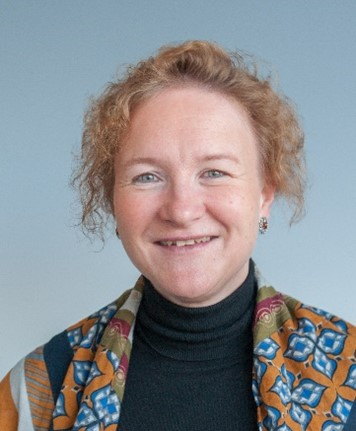
Nicole Schaeren-Wiemers (2013)

Nicole Schaeren-Wiemers  (* 23. Juni 1962 in Basel) ist eine in der Schweiz lebende Neurobiologin mit Schwerpunkt Myelin. Sie ist Forschungsgruppenleiterin am Departement Forschung (DBM) und Lehrbeauftragte für Neurobiologie an der Universität Basel.

## Leben
Schaeren-Wiemers studierte Biochemie an der ETH Zürich. Nach ihrer Promotion an der ETH ging sie 1995 als Postdoktorandin ans Friedrich Miescher Institut (FMI) in Basel. Danach war sie Forschungsgruppenleiterin und Leiterin des Labors für Neurobiologie der Klinik für Neurologie, Departement für Biomedizin, Universitätsspital Basel. Seit 2010 ist sie «Independent Research Group Leader» am Departement Biomedizin der Universität Basel, wo sie seitdem als Neurobiologin forscht und lehrt. 2004 habilitierte sie sich an der Medizinischen Fakultät der Universität Basel und wurde 2007 zur Titularprofessorin für Neurobiologie ernannt.

## Wirken
Schaeren-Wiemers untersucht die Entwicklung der Myelinscheide und deren Erhaltung und vergleicht sie mit der in der Maus, Ratte und Menschen. Myelin erscheint in der Evolution erst bei den Vierfüssern und ist bis zum Menschen strukturell wie auch auf der molekularen Ebene konserviert. Eines der Proteine in Myelin, das Protein MAL, wurde von ihr während ihrer Promotion an der ETH Zürich identifiziert. Spätere Arbeiten in ihrer eigenen Forschungsgruppe am Departement Biomedizin der Universität Basel zeigten, dass MAL für den apikalen Transport in der Myelinscheide verantwortlich ist. Spätere Arbeiten zeigten, dass die Funktion von MAL entscheidend für die Assoziation der Paranodalen Schleifen der Myelinscheide am Axon mit den Membranproteinen «Myelin-associated glycoprotein» (MAG), «Peripheral Myelin Protein 22kD» (PMP22) und «Nectin like 4» (Necl-4) assoziiert ist. Als Beispiel zu nennen ist, dass ohne MAL die Paranodalen Schleifen den Kontakt zu Axon verlieren. Ihre Forschungsgruppe charakterisierte im Menschen mit CMT1A und im korrespondierenden Tiermodell, dass diese Proteine verändert sind. Des Weiteren untersucht sie die molekularen Veränderungen in der weissen Substanz (die myelinisierten Axone) von verstorbenen Menschen mit Multiple Sklerose (MS). Sie entdeckte, dass in der normal ausschauenden weissen Substanz (NAWM) viele Neuroprotektive Proteine hochreguliert sind. Das gibt den Hinweis, dass das Gehirn sich in der chronischen Erkrankung zu helfen versucht. Die Forschung der Forschungsgruppe konzentriert sich zurzeit mit den chronischen kortikalen Läsionen in MS und konnte ein passendes Tiermodell entwickeln.

## Kommissionen
Von 2009 bis 2021 koordinierte sie die Gruppierung II (Habilitierte und Titularprofessoren) der Medizinischen Fakultät und war von 2009 bis 2021 ein gewähltes Mitglied im Fakultätsausschuss. Sie war massgebend an der Erstellung und Aktualisierung der Liste der Mitglieder der Gruppierung II beteiligt, die aus mittlerweile über 500 Habilitierten und Titularprofessuren besteht. Durch die Evaluierung und Leistungserhebungspflicht auf allen universitären Ebenen haben die Mitglieder der Gruppierung II 2013 die Vereinigung der Dozierenden der Universität Basel (DOZUBA) gegründet, deren erste Präsidentin sie war. In den folgenden Jahren bekam die Gruppierung II Einsitz in jede Regenzkommission. Auch organisierte sie von 2009 bis 2021 die Wahlen für die Mitglieder der Gruppierung II der Medizinischen Fakultät in die verschiedenen universitären Gremien und stand im direkten Kontakt mit dem Rektorat (DOZUBA-Website). Das grosse Ziel, dass die DOZUBA ins Universitätsstatut aufgenommen wird, wurde Ende 2020 erreicht. Von 2015 bis 2021 war sie ein gewähltes Mitglied der Gruppierung II der Medizinischen Fakultät in der Regenz und wurde auch in den Regenzausschuss als Vertreterin aller Mitglieder der Gruppierung II der Universität gewählt. Im Regenzausschuss werden unter anderem alle Habilitationen und Beförderungen zum Titularprofessor behandelt, wie auch die 5-jährlichen Evaluationen. Da die Medizinische Fakultät die Hälfte aller Gruppierung II der Universität Basel bestellt, konnte sie als Mitglied des Regenzausschusses besser auf die Bedürfnisse der Gruppierung II eingehen und diese auch aus einem anderen Blickwinkel erläutern, da viele Mitglieder nicht direkt von der Uni Basel angestellt sind.
Von 2011 bis 2021 war sie Mitglied der Gleichstellungskommission und engagierte, etablierte und verbesserte die Frauenförderung in verschiedenen Bereichen. Im Strategiebericht (2022–2030) der Universität konnte sie sich diesbezüglich einbringen und eine bindende Formulierung bewirken. Des Weiteren war sie in der Evaluation von PRIMA-Anträgen involviert und erhielt von der zuständigen Kommission die Anfrage, sich auch in Zukunft für das Programm zu engagieren, was ihr aus zeitlichen Gründen nicht möglich war.
Von 2013 bis 2021 war sie darüber hinaus Mitglied der Wissenschaftspreiskommission der Stadt Basel und repräsentierte die Medizinische Fakultät.
Der Wissenschaftliche Beirat des DBMs hatte sie als die Koordination der Doktorierenden am DBM, die an der Naturwissenschaftlichen Fakultät immatrikuliert ist, übernommen. Im Zuge der neuen Promotionsordnung, die in allen Fakultäten Einzug nahm, etablierte sie das «International PhD Program in Biomedicine», welches an die Naturwissenschaftliche Fakultät angegliedert ist. Des Weiteren war sie von 2013 bis 2021 Vorsitzende des Neurowissenschaftlichen Netzwerks von Basel (NNB). Mit dem NNB sind drei Fakultäten (Medizin, Naturwissenschaften und Psychologie), das Universitätsspital und die UPK, das FMI, das IOB und Neurex sowie die Pharmaindustrie assoziiert. Von 2020 bis 2021 war sie Vice-Dekanin für die Promotion von Jungwissenschaftlerinnen und Jungwissenschaftlern der Medizinischen Fakultät.
Am 1. August 2021 wurde sie die Leiterin des neugeschaffenen Vizerektorats People & Culture. Nach einem grösseren medizinischen Eingriff Ende Februar 2022 und einer mehrmonatigen Rehabilitation musste sie von der Leitung des Vizerektorats zurücktreten (2022).
Zu erwähnen wäre noch, dass sie von 2009 bis 2010 Präsidentin der Schweizerischen Gesellschaft der Neurowissenschaften (SSN) war.

## Publikationen (Auswahl)
Vollständige Publikationsliste: 

### Forschung über MAL
- Duman M, Jaggi S, Enz LS, Jacob C, Schaeren-Wiemers N.: Theophylline Induces Remyelination and Functional Recovery in a Mouse Model of Peripheral Neuropathy. In: Biomedicines Band 10, 2022, S. 1418. doi:10.3390/biomedicines10061418. PMID 35740439
- Schmid D, Zeis T, Sobrio M, Schaeren-Wiemers N. MAL overexpression leads to disturbed expression of genes that influence cytoskeletal organization and differentiation of Schwann cells. ASN Neuro. 2014;6(5) doi: 10.1177/1759091414548916. PMID 25290060
- Buser AM, Schmid D, Kern F, Erne B, Lazzati T, Schaeren-Wiemers N. The myelin protein MAL affects peripheral nerve myelination: a new player influencing p75 neurotrophin receptor expression. in: Eur J Neurosci. 2009;29(12), S. 2276-90. doi: 10.1111/j.1460-9568.2009.06785.x PMID 19508690
- Erne B, Sansano S, Frank M, Schaeren-Wiemers N. Rafts in adult peripheral nerve myelin contain major structural myelin proteins and myelin and lymphocyte protein (MAL) and CD59 as specific markers. J Neurochem. 2002;82(3):550-62. doi: 10.1046/j.1471-4159.2002.00987.x. PMID 12153479
- Caduff J, Sansano S, Bonnet A, Suter U, Schaeren-Wiemers N. Characterization of GFP-MAL expression and incorporation in rafts. Microsc Res Tech. 2001;52(6):645-55. doi: 10.1002/jemt.1049. PMID 11276117
- Frank M, Schaeren-Wiemers N, Schneider R, Schwab ME. Developmental expression pattern of the myelin proteolipid MAL indicates different functions of MAL for immature Schwann cells and in a late step of CNS myelinogenesis. J Neurochem. 1999;73(2):587-97. doi: 10.1046/j.1471-4159.1999.0730587.x. PMID 10428054
- Frank M, van der Haar ME, Schaeren-Wiemers N, Schwab ME. rMAL is a glycosphingolipid-associated protein of myelin and apical membranes of epithelial cells in kidney and stomach. J Neurosci. 1998;18(13):4901-13. doi: 10.1523/JNEUROSCI.18-13-04901.1998. PMID 9634556
- Schaeren-Wiemers N, Valenzuela DM, Frank M, Schwab ME. Characterization of a rat gene, rMAL, encoding a protein with four hydrophobic domains in central and peripheral myelin. J Neurosci. 1995;15(8):5753-64. doi: 10.1523/JNEUROSCI.15-08-05753.1995. PMID 7643216
- Schaeren-Wiemers N, Schaefer C, Valenzuela DM, Yancopoulos GD, Schwab ME. Identification of new oligodendrocyte- and myelin-specific genes by a differential screening approach. J Neurochem. 1995;65(1):10-22. doi: 10.1046/j.1471-4159.1995.65010010.x. PMID 7790852
- Schaeren-Wiemers N, Gerfin-Moser A. A single protocol to detect transcripts of various types and expression levels in neural tissue and cultured cells: in situ hybridization using digoxigenin-labelled cRNA probes. Histochemistry. 1993;100(6):431-40. doi: 10.1007/BF00267823. PMID 7512949

### Forschung über Multiple Sklerose
- Enz LS, Winkler A, Wrzos C, Dasen B, Nessler S, Stadelmann C, Schaeren-Wiemers N.: An Animal Model for Chronic Meningeal Inflammation and Inflammatory Demyelination of the Cerebral Cortex. In: . Int J Mol Sci.  Band 24, 2023, S. 13893, doi:10.3390/ijms241813893. PMID 37762198
- Enz LS, Zeis T, Schmid D, Geier F, van der Meer F, Steiner G, Certa U, Binder TMC, Stadelmann C, Martin R, Schaeren-Wiemers N. Increased HLA-DR expression and cortical demyelination in MS links with HLA-DR15. Neurol Neuroimmunol Neuroinflamm. 2020;7(2). doi: 10.1212/NXI.0000000000000656. PMID 31882398
- Zeis T, Howell OW, Reynolds R, Schaeren-Wiemers N. Molecular pathology of Multiple Sclerosis lesions reveals a heterogeneous expression pattern of genes involved in oligodendrogliogenesis. Exp Neurol. 2018;305:76-88. doi: 10.1016/j.expneurol.2018.03.012. PMID 29596844
- Zeis T, Allaman I, Gentner M, Schroder K, Tschopp J, Magistretti PJ, Schaeren-Wiemers N. Metabolic gene expression changes in astrocytes in Multiple Sclerosis cerebral cortex are indicative of immune-mediated signaling. Brain Behav Immun. 2015;48:313-25. doi: 10.1016/j.bbi.2015.04.013. PMID 25937052
- Zeis T, Probst A, Steck AJ, Stadelmann C, Bruck W, Schaeren-Wiemers N. Molecular changes in white matter adjacent to an active demyelinating lesion in early multiple sclerosis. Brain Pathol. 2009;19(3):459-66. doi: 10.1111/j.1750-3639.2008.00231.x. PMID 19016740
- Zeis T, Graumann U, Reynolds R, Schaeren-Wiemers N. Normal-appearing white matter in multiple sclerosis is in a subtle balance between inflammation and neuroprotection. Brain. 2008;131(Pt 1):288-303. doi: 10.1093/brain/awm291. PMID 18056737